# Oroscopa abscisa
Oroscopa abscisa là một loài bướm đêm trong họ Erebidae.